# Изгаряне на книги
Изгарянето на книги е обществена практика на масово унищожаване на информационни носители (книги, свитъци, съвременни носители – CD, грамофонни плочи и други). Обикновено се извършва публично и е мотивирана от морални, политически или религиозни съображения.

## Исторически примери

### Династия Цин
По време на Династията Цин през 212 г. пр.н.е. първият император на Китай Цин Шихуан организира унищожаване на писанията и избиване на философите, които не принадлежат към официално подкрепяната легитимистка философска школа.
По-късно привържениците на Конфуций възстановяват влиянието си (при династията Хан) и пропагандират акцията на Цин Шихуан като най-голямото престъпление в историята.
Всъщност действията на императора и съветника му Ли Ши, дал идеята за акцията, имат и друга страна — те са част от процеса на стандартизация на писмеността и образованието и позволяват на Китай да поддържа единно културно пространство, силна държава и развити технологии през следващите 22 века.

### Късна античност
Появата и разпространението на християнството в края на Античността са съпътствани от религиозна нетърпимост и многобройни прояви на фанатизъм, резултатът от които е унищожаването на голямо количество антични книги и библиотеки.
През 392 г. Серапеумът, съдържащ част от библиотеката на Александрия, е разрушен и опожарен по заповед на патриарха на Египет Теофил. При този погром е убита една от последните ярки личности на Древността — Хипатия.

### Ранно Средновековие
Тази епоха е характерна с постоянното възникване на религиозни разцепления (ереси), като възстановяването на църковното единство винаги е съпровождано с унищожаване на еретичната литература.

### Светата инквизиция
През 80-те години на 15 век инквизиторът Томас де Торквемада организира изгарянето на нехристиянската литература в Испания, по-специално еврейският религиозен сборник Талмуда.
След отвоюването през 1492 г. на Гранада от маврите инквизиторите унищожават и арабските книги. Обединена Испания на Фердинанд Арагонски става първата тоталитарна държава, опитваща се да контролира съзнанието и мислите на поданиците си.

### Нацистка Германия
Писателят Хайнрих Хайне пише още през 1821 г. „Там където изгарят книги, изгарят накрая и хора.“ (Dort, wo man Bücher verbrennt, verbrennt man am Ende auch Menschen). От 10 май до 21 юни 1933 г. в Берлин и други немски градове са изгорени публично книгите на еврейски автори и произведения, определяни като „негермански“.

### Съветският лагер
За разлика от предишните, 20 век в историята на човечеството достига своеобразна кулминация в унищожението не на еретическа литература, а с унищожаване на книги с предходни велики достижения на човешката мисъл чрез наложената цензура в страните от т.нар. Съветски блок след Октомврийската революция в Русия.
За разлика от средновековните публични изгаряния на еретически произведения при инквизицията, които се правят публично, явно и тържествено и чиято цел е да ги низвергне, анатемоса и разобличи, приковавайки авторите им на позорния стълб, то комунистическата цензура се извършва скрито, тайно и посредством конспиративни методи, явно поради „терзанията на мисълта“ на извършителите. От съветския Главлит и българския му по-малък събрат Главлит след деветосептемврийския преврат се унищожава всякаква литература, която по един или друг начин би могла да застраши наложената с терор диктатура на пролетариата. Комунистическата цензура достига до куриозни практики при които на унищожаване са подложени дори книги за деца.
Бившият Съветски съюз и другите социалистически държави основно практикуват претопяване на книги, които се смятат за отклоняващи се от идеологическата линия. В изпълнение на тази политика в България са унищожени „Люти чушки“ на Радой Ралин, „Фашизмът“ на Желю Желев (книгата е горена и от политически противници на автора по времето, когато той е президент след 1989 г. в знак на възмущение), и пр.

## Използване в литературата
В романа 451 градуса по Фаренхайт е описано общество, където изгарянето на книгите е официална политика.
Много антиутопии описват подобни социални практики на манипулиране или унищожаване на информация.